# Winston

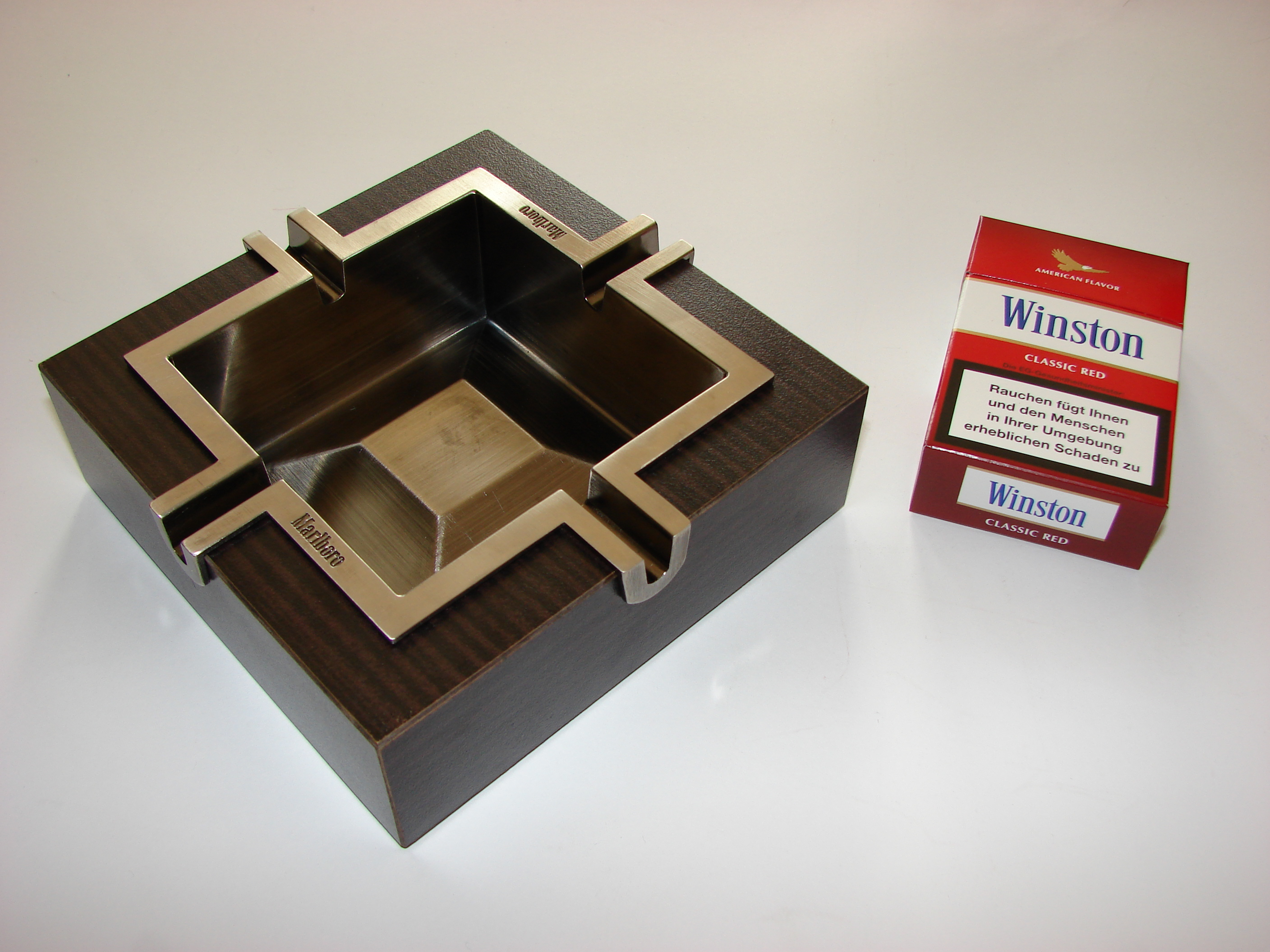
Попільничка Мальборо та пачка сигарет Winston

«Winston» — американська марка сигарет, яка наразі належить і виробляється компанією ITG Brands, дочірньою компанією Imperial Tobacco у Сполучених Штатах та компанією Japan Tobacco за межами США. Бренд названий на честь міста Вінстон-Сейлем, штат Північна Кароліна, де американський промисловець Річард Джошуа Рейнольдс розпочав свій бізнес. Станом на 2017 рік Winston займає сьому за величиною частку ринку сигарет у США (2 відсотки) серед усіх брендів сигарет, згідно з Центрами контролю та профілактики захворювань і звітом Максвелла.

## Історія
Марка була названа на честь міста Вінстон-Сейлем в штаті Північна Кароліна, історичного центру переробки тютюнового листя. У 1954 році сигарети Winston стали першими серійними сигаретами з фільтром у США. В різний час Winston були визнані: «найкращим сигаретним брендом» (1956), «найпродаванішими сигаретами в США» (1965). Марка займала перше місце за продажами в США з 1966 по 1972 рік. У 1970-х Winston завойовує популярність за межами США, у 1992 році починаються поставки Winston Filters в Україну. У 1998 році шляхом об'єднання активів корпорації Japan Tobacco та R.J. Reynolds Tobacco була створена компанія JTI. У 2007 році надійшла в продаж серія Super Slims, яка була представлена сортами Lights, Super Lights та Lights menthol, доповнена у 2009 році стилем One. У 2008 році була запущена у виробництво нова марка — Winston Premier, вона позиціонується у надпреміальному сегменті. Марка Winston Premier представлена 4 стилями — Filters, Lights, Super Lights та One. Також із 2010 року почав свій випуск Winston XS та в 2012 — Winston XStyle.
Наприкінці 2010 — початку 2011 в продажі з'явились сигарети Winston Limited Edition, в сіро синій і чорній упаковці, яка відкривається збоку шляхом натискання на іншу сторону.